# Pentila petreia
Pentila petreia är en fjärilsart som beskrevs av William Chapman Hewitson 1874. Pentila petreia ingår i släktet Pentila och familjen juvelvingar. Inga underarter finns listade i Catalogue of Life.